# Austria Lustenau
Sportclub Austria Lustenau – austriacki klub piłkarski, grający obecnie w 2. Lidze, mający siedzibę w mieście Lustenau, leżącym w kraju związkowym Vorarlberg.

## Historia
Klub został założony w czerwcu 1914 roku jako FA Turnerbund Lustenau. Pierwszym sukcesem w historii klubu było wywalczenie mistrzostwa regionu Vorlarberg w 1930 roku. Zespół wywalczył wówczas także inny sukces - amatorskie wicemistrzostwo Austrii. W finale zespół najpierw uległ 2:7 Kremser SC, a w rewanżu wygrał tylko 3:1. W 1936 roku klub zmienił nazwę na obecnie obowiązującą - SC Austria Lustenau. Wtedy też po raz pierwszy sięgnął po Puchar Vorlarbergu. Jako Austria jeszcze siedmiokrotnie wywalczył mistrzostwo tego regionu i czterokrotnie zdobył jego puchar. W sezonie 1993/1994 Austria osiągnęła swój kolejny duży sukces - została mistrzem Regionalligi Zachodniej i dzięki temu pierwszy raz w swojej historii awansowała do drugiej ligi. Grała w niej przez 3 lata, a w 1997 roku została jej mistrzem i awansowała do pierwszej ligi Austrii. W 1998 i 1999 roku zajmowała przedostatnią 9. pozycję i obroniła się przed spadkiem, ale w 2000 roku była ostatnia i spadła do drugiej ligi. W 2002 roku została wyprzedzona przez SV Pasching, który wywalczył awans, a w 2004 roku znów była druga, tym razem za FC Wacker Tirol.

## Sukcesy
- 2. liga:

mistrzostwo (1): 1997
- Regionalliga West:

mistrzostwo (1): 1994
- mistrzostwo Vorlarbergu:

(9): 1930 (FA Turnerbund), 1937, 1946, 1949, 1965, 1977, 1978, 1980 (Austria) , 2005 (Austria amatorzy)
- Puchar Vorlarbergu:

zwycięstwo (6): 1936, 1949, 1951, 1958, 1980 (Austria) 1999 (Austria amatorzy)

## Reprezentanci kraju grający w klubie
- Johann Kogler
- Andreas Lipa
- Gerald Messlender
- Jürgen Patocka
- Christian Stumpf
- Thomas Weissenberger
- Mirza Bzhalava
- Helgi Kolvidsson
- Birkir Kristinsson
- Thomas Ritter
- Mariusz Mowlik
- Danijel Brezič

## Europejskie puchary
Legenda do wszystkich tabel:
- Q – runda eliminacyjna, 1/16, 1/8, 1/4, 1/2 – odpowiednia faza rozgrywek, Grupa – runda grupowa, 1r gr – pierwsza runda grupowa, 2r gr – druga runda grupowa, F – finał, R – runda, PO – play-off
- k. – rzuty karne, los. – losowanie, Dogr. – dogrywka, w. – zasada bramek strzelonych na wyjeździe

| Sezon | Rozgrywki        | Runda | Przeciwnik    | Dom | Wyjazd | Ogólnie |
| ----- | ---------------- | ----- | ------------- | --- | ------ | ------- |
| 1999  | Puchar Intertoto | 2R    | Rudar Velenje | 2–1 | 2–1    | 4–2     |
| 1999  | Puchar Intertoto | 3R    | Stade Rennais | 2–1 | 0–1    | 2–2, w. |